# Ankhu

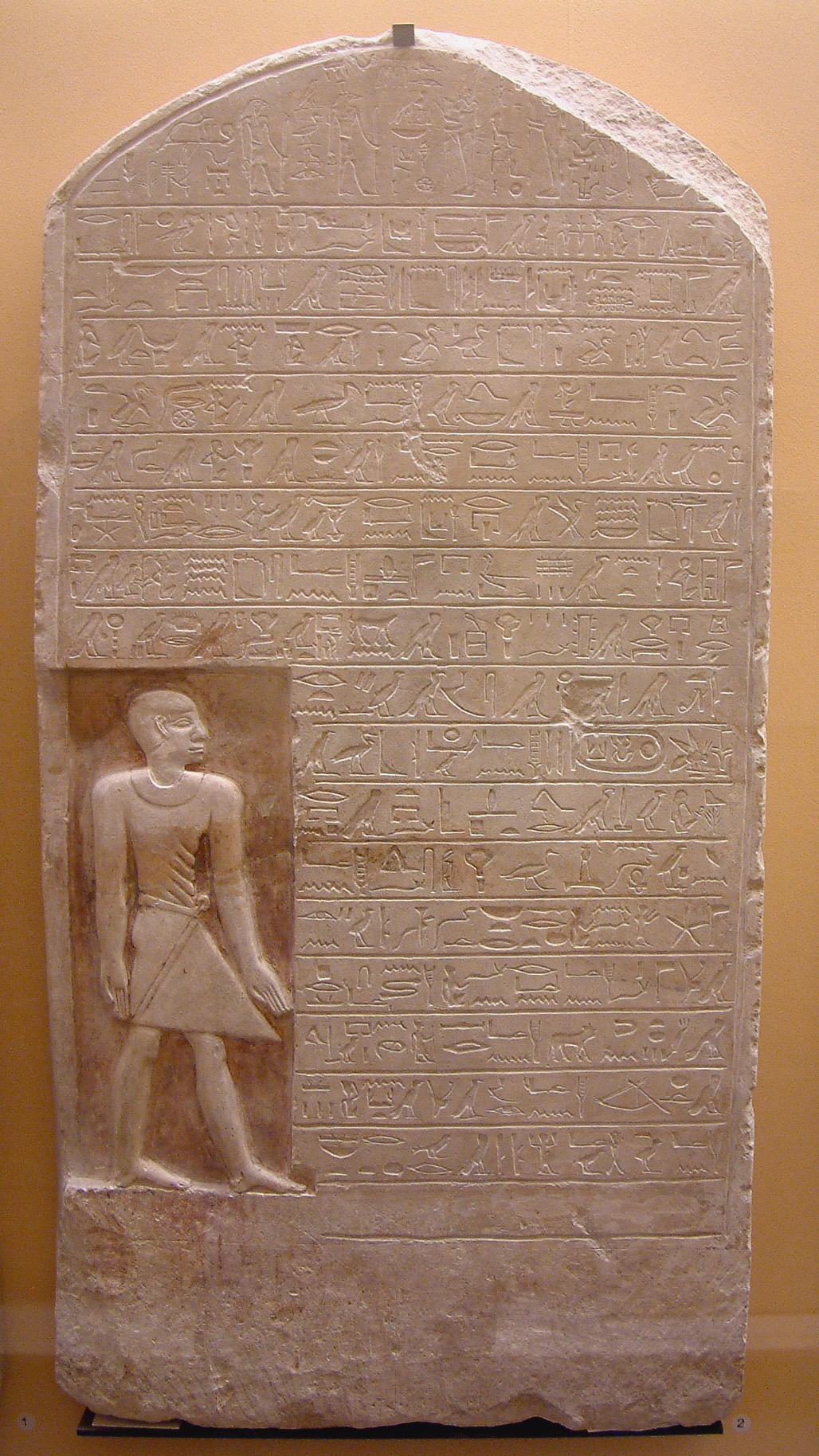
Estela amb la imatge d'Ankhu.

Ankhu és el nom d'un djati de la dinastia XIII que va servir a Sobekhotep II, i hi ha constància que el seu fill va exercir durant el regnat de Sobekhotep III i Sobekhotep IV.
Fill d'un altre djati, estava casat amb Mererit i va tenir dos fills: Meru III i Resseneb que foren també djatis, i una filla anomenada Senebhenas que es va casar amb un oficial de l'exèrcit, Upuaut-Hotep, la família del qual estava relacionada amb la del faraó.

## Testimoniatges de la seva època
Es coneixen diversos monuments de Khendjer i Sebekhotep II que acrediten que va exercir el seu càrrec durant diversos regnats. També apareix en el papir Boulaq 18 al capdavant dels funcionaris judicials. El papir està datat en el regnat de Sebekhotep II, i esmenta a la Reina Aya, que segons un altre estela pertanyia a la família d'Ankhu.
Una estela trobada a Abidos i datada durant el regnat de khendjer informa sobre els treballs de construcció que va dirigir Ankhu en el temple d'Osiris. En el temple d'Amon a Karnak va erigir estàtues de si mateix, del seu pare (Zamont) i de la seva mare (Henutpu). Aquesta última és una de les poques estàtues representant una dona que han aparegut en aquest temple.
Ankhu era fill d'un djati i pare d'altres dos: la família va formar una forta dinastia de funcionaris de l'alt tribunal. Hi ha qui el considera el veritable centre de poder mentre va exercir el càrrec, i ell es considerava el model i exemple d'una administració estable, però recents recerques són més prudents respecte a aquestes declaracions. No obstant això no hi ha dubte que la seva poderosa família va dirigir el país durant tres generacions.

## Vegeur també
- Llista de djatis de l'antic Egipte